# Tino Hemmann

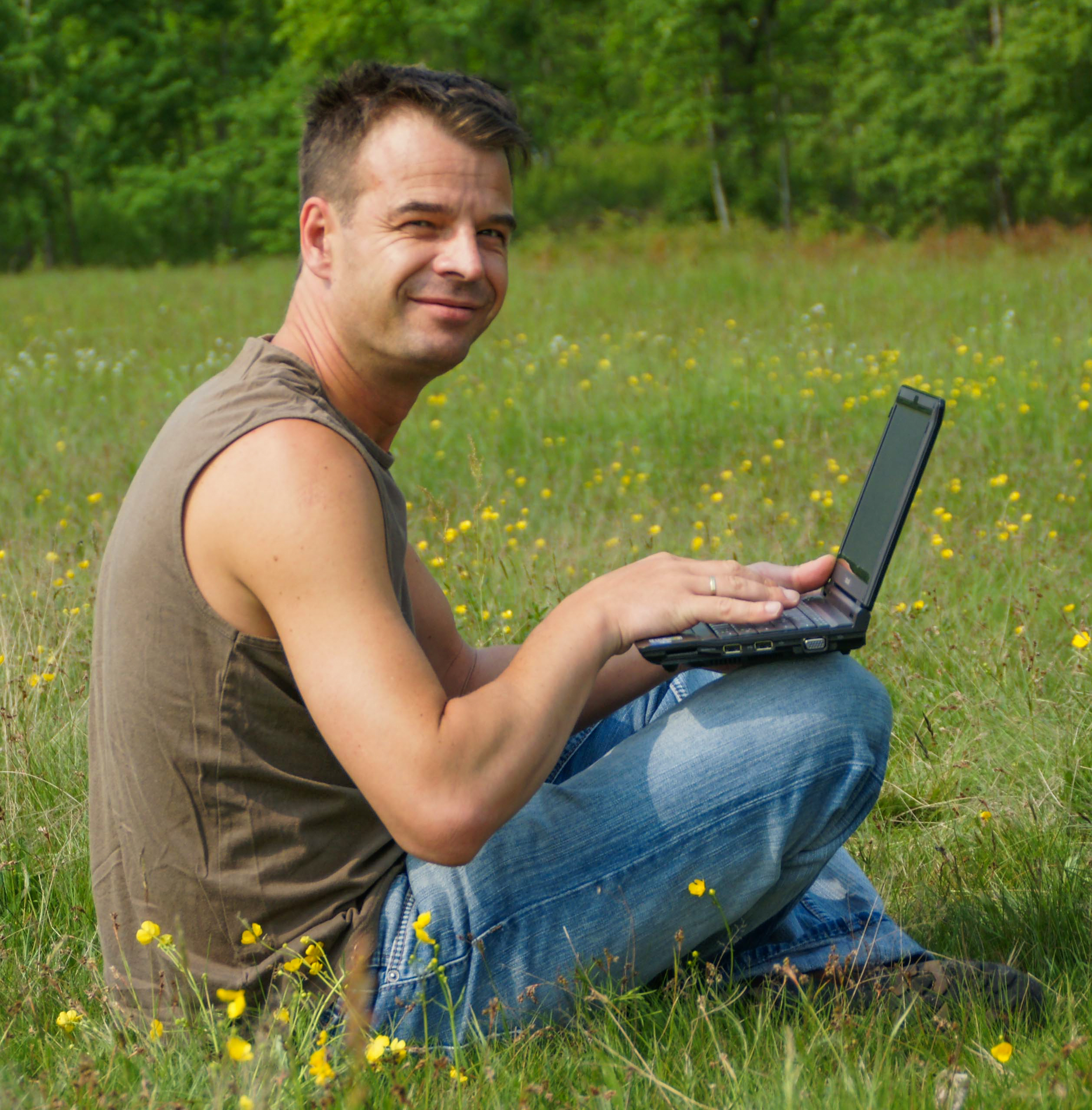
Tino Hemmann (2009)

Tino Hemmann (* 2. Februar 1967 in Leipzig) ist ein deutscher Unternehmer und Autor (u. a. auch unter dem Pseudonym Frank Steif).

## Leben
Tino Hemmann wuchs in der DDR in der Bezirksstadt Leipzig auf. Nach einer Berufsausbildung zum Waagenmacher holte er im Rahmen eines Offiziersstudiums an der Offiziershochschule der Landstreitkräfte „Ernst Thälmann“ in Zittau das Abitur nach. Er belegte dort die Studiengänge Chemie und Pädagogik und stand bis 1989 im NVA-Dienst. Danach war er kurze Zeit als Erzieher und Lehrer an einer Leipziger Schule tätig. Nach der Wende begann Hemmann in der Digitaldruckbranche zu arbeiten.
Nachdem er laut eigener Angaben bereits mit zehn Jahren „erste Texte auf Papier (geschrieben)“ hatte, publizierte er ab 2002 eigene Bücher im Selbstverlag unter den Labeln Engelsdorfer Verl.-Ges. (VHEVG) sowie DDF. Daraus ging das 2004 von ihm in Leipzig gegründete Einzelunternehmen Engelsdorfer Verlag zur Erstellung von Selbstpublikationen hervor, über das er seither seine Werke publiziert.
Er ist Mitglied im Freien Deutschen Autorenverband (FDA).
Tino Hemmann ist verheiratet, hat drei Kinder und lebt seit 1998 im Naunhofer Ortsteil Ammelshain bei Leipzig.

## Selbstpublikationen

### Prosa
- Shinkh – Einer muss das Opfer sein. Leipzig 2003, ISBN 3-937290-99-0.
- Helagonitis – Das Leipziger Experiment. Leipzig 2004, ISBN 3-937290-64-8.
- Ost gegen West. Was waren wir doch für ein Volk. Leipzig 2004, ISBN 3-937290-96-6.
- 500 Stufen über Leipzig. Kriminalroman. Leipzig 2005, ISBN 3-938288-86-8 (2., komplett überarbeitete Auflage unter dem Titel: Dialog. 500 Stufen über Leipzig. Leipzig 2008, ISBN 978-3-86703-700-6).
- Hugo. Der unwerte Schatz. Erzählung einer Kindheit. 4., überarbeitete Auflage. Taschenbuchausgabe. Leipzig 2011, ISBN 978-3-86268-268-3 (Erstausgabe: 2005, ISBN 3-938288-41-8)
Polnischsprachige Ausgabe: Niegodny skarb. dla upamiętnienia eutanazji dzieci w państwie narodowo-socjalistycznym. Opowiadanie pewnego dziecka. Leipzig 2007, ISBN 978-3-86703-600-9 (übertragen von Stefania Kamieniecka).
- Nomenclatura. Leipzig in Angst. Leipzig 2005, ISBN 3-938288-99-X
- Vogelgrippe. Der Krimi. Leipzig 2006, ISBN 3-939404-60-8.
- Mutanta. Die Menschfabrik. 2., überarbeitete Auflage. Leipzig 2006, ISBN 3-86703-002-2 (3., erweiterte und überarbeitete Auflage unter dem Titel: Götter des Grauens. Abenteuerroman. Leipzig 2011, ISBN 978-3-86268-650-6).
- Und weil die Stunde kommt. Leipzig 2007, ISBN 978-3-86703-177-6.
- Leipziger Nächte sind lang. Alltags-Horror. Leipzig 2007, ISBN 978-3-86703-606-1 (2., überarbeitete Auflage unter dem Titel: Misericordias Domini. Leipzig 2012, ISBN 978-3-86268-827-2).
- Quod erat demonstrandum. Krimi. Leipzig 2008, ISBN 978-3-86703-939-0.
- Sonnemacher. Die Erzählung einer abenteuerlichen Kindheit. Leipzig 2009, ISBN 978-3-86901-400-5 (Illustrationen: Hans Kunze).
- Engelsdorf bleibt! Die Geschichte einer mitteldeutschen Gemeinde. 4., überarbeitete Auflage. Leipzig 2009, ISBN 978-3-86901-099-1.
- Der Rat der Planeten. Science-Fiction-Pentalogie:

- Buch 1. Fünfeinhalb Irre im All. Leipzig 2009, ISBN 978-3-86901-519-4.
- Buch 2. Invasion der Robomutanten. Leipzig 2009, ISBN 978-3-86901-656-6.
- Buch 3. Die Rache der Zwillinge. Leipzig 2009, ISBN 978-3-86901-700-6.
- Buch 4. Das intergalaktische Trauerspiel. Leipzig 2010, ISBN 978-3-86901-903-1.
- Buch 5. Die Kaiserin des Reiches Altoria. Leipzig 2013, ISBN 978-3-86268-068-9.

- Auf Wiedersehen, Bastard! Proshchay, ublyudok! Thriller-Trilogie:

- 1. Die Schlacht in Magnitogorsk. Leipzig 2013, ISBN 978-3-95488-410-0.
- 2. Die Stimmen von Moskau. Leipzig 2013, ISBN 978-3-95488-444-5.

### Sachbuch

#### (Mit-)Herausgeberschaften
- Frank Steif: Mein erster Sex – diesbezügliche Erfahrungen deutscher Jugendlicher und Erwachsener zu Beginn des 21. Jahrhunderts. Leipzig 2006, ISBN 3-939404-00-4
- In Memorian Horst Schluckner (1921–2008). Leipzig 2008, ISBN 978-3-86703-973-4.
- Leipzig vor 200 Jahren und die Völkerschlacht 1813. Originalschrift von G. Heinrich aus dem Jahr 1913. Jubiläumsausgabe. 2., überarbeitete Auflage. Leipzig 2013, ISBN 978-3-95488-237-3 (bearbeitet und herausgegeben zusammen mit: Eberhard Baage).